# Катастрофа Let L-410 в Алдане
Катастрофа Let L-410 в Алдане — авиационная катастрофа пассажирского самолёта Let L-410UVP-E (Лет Л-410УВП-Э) российской компании Саха-Авиа, произошедшая в четверг 26 августа 1993 года при посадке в аэропорту Алдан (Якутия), при этом погибли 24 человека.

## Самолёт
Let L-410UVP-E Turbolet с первоначальным регистрационным номером CCCP-67656 (заводской — 902509, серийный — 25-09) был выпущен в 1990 году заводом «Let» в Чехословакии. Пассажировместимость салона составляла 22 места. Лайнер передали заказчику — Министерству гражданской авиации Советского Союза, которое к 15 октября направило его в Магаданский объединённый авиационный отряд Якутского управления гражданской авиации. С 1993 года самолёт уже под новым регистрационным номером RA-67656 начал эксплуатироваться в новообразованной авиакомпании Саха Авиа.

## Экипаж
- Командир воздушного судна — КВС-инструктор Шульпенков Андрей Анатольевич. Родился в 1959 году, пилот 3-го класса. В 1978 году закончил Омское лётно-техническое училище гражданской авиации, а в 1982 году в учебно-тренировочном центре Якутского управления гражданской авиации получил квалификацию на командира L-410. Общий налёт составлял 5781 час, из них 4715 часов на L-410, включая 2649 часов в должности командира[2].
- Второй пилот — КВС-стажёр Бутько Виктор Григорьевич. Родился в 1959 году, пилот 3-го класса. В 1983 году закончил Сасовское лётное училище гражданской авиации. Общий налёт составлял 4000 часов, из них 2978 часов на L-410[2].

## Катастрофа
Самолёт выполнял пассажирский рейс 482 (по другим данным — 301) из Кутаны в Алдан с промежуточной посадкой в Чагде и в 04:05 МСК с 22 пассажирами (в том числе 3 детей и 5 неоформленных), 2 членами экипажа и 687 килограммами багажа на борту вылетел из аэропорта Учур (Чагда). До Алдана полёт прошёл без отклонений, и самолёт начал выполнять заход на посадку с посадочным курсом 235°. Пилоты выпустили закрылки на 18°, на что самолёт отреагировал небольшим увеличением угла тангажа (поднятие носа). Далее в режиме малого газа двигателей на скорости 200 км/ч с приподнятым вверх под углом 6,6° носом и снижаясь с вертикальной скоростью 4,8 м/с самолёт пролетел БПРМ на высоте всего 68,7 метра, вместо установленных 100 метров. Ещё через 8 секунд на скорости полёта 189 км/ч и также при малом газе двигателей пилоты начали довыпускать закрылки до 42°, но неожиданно тангаж начал расти. Командир отклонил «штурвал от себя», наклонив руль высоты вниз, и удерживал его так 20 секунд, пытаясь воспрепятствовать росту тангажа, но авиалайнер продолжал задирать нос, при этом ещё и теряя скорость. Тогда было принято решение уходить на второй круг, для чего двигатели перевели на взлётный режим, а также убрали шасси и закрылки. Однако тангаж всё равно продолжал расти, пока не достиг 42,5°, при этом скорость упала до 52 км/ч. Самолёт завалился на левое крыло, а в 05:07 МСК и при тангаже 5° с левым креном 21° и вертикальной скоростью порядка 12 м/с врезался в землю в 273 метрах от входного порога взлётно-посадочной полосы и в 160 метрах левее её оси. При ударе машина полностью разрушилась, а на месте падения образовалась выемка 13 на 17 метров. Все 24 человека на борту погибли.
По числу жертв это крупнейшая катастрофа в истории Let L-410 Turbolet. Также это крупнейшая авиакатастрофа в Якутии с 1991 года.

## Причины
Расследованием причин происшествия занималась комиссия, председателем которой был назначен заместитель начальника Главной инспекции по безопасности полётов гражданских воздушных судов Российской Федерации Нерадько А. В..
Было установлено, что при выполнении данного рейса самолёт был значительно перегружен. Так его взлётный вес превышал максимально допустимый на 623 килограмма, а посадочный вес превышал максимальный посадочный на 550 килограмм. Хотя сам полёт прошёл без отклонений, когда экипаж начал выпускать закрылки, это изменило балансировку лайнера. К тому же из 627 килограммов багажа, около 400 были размещены в хвостовой части. Таким образом, центровка самолёта при посадке была не менее 35,6 % САХ, то есть значительно больше заднего предела.
2 декабря 1993 года по результатам расследования комиссия выпустила акт (был утверждён 30 декабря 1993 года), в котором причиной катастрофы были названы грубые нарушения экипажа, так как он принял решение выполнять полёт, несмотря на значительные превышения взлётной и посадочной масс, а также при завышенной задней центровке, которая превышала максимально допустимую. В результате при выполнении посадки, когда пилоты начали довыпускать закрылки до 42°, авиалайнер резко вышел из-под контроля и вышел на закритические углы атаки с падением скорости ниже скорости сваливания, после чего, перейдя в сваливание, на высокой вертикальной скорости врезался в землю.

## Аналогичные происшествия
- Катастрофа Ан-26 в Гюмри — произошла ровно через 4 месяца